# 세드리크 오
세드리크 오(프랑스어: Cédric O, 1982년 12월 18일~)는 프랑스의 한국계 정치인이다. 소속 정당은 르네상스이다.
론주 라르브렐에서 프랑스인 어머니와 한국인 아버지의 아들로 태어났다. 리옹에 위치한 리세 뒤 파르크를 졸업했고 2006년에 HEC 파리를 졸업했다. 그 뒤 오페라티오넬 코르포라시옹(Operationelle Corporation)에서 커뮤니케이션 매니저로 근무했고 2014년부터 2017년까지 프랑스의 항공기 및 로켓 엔진 제조 회사인 사프란의 프로젝트 매니저로 근무했다.
2019년부터 2022년까지 에마뉘엘 마크롱 행정부에서 디지털 경제 부문 국무장관(부장관)직을 역임했다. 그의 여동생인 델핀 오는 프랑스 국회의원을 역임했다.